# عبد الرحمن المسلم
عبد الرحمن المسلم (تُوفي في 2007)، يعد أحد أوائل المخرجين على صعيد السينما في الكويت، له أنشطته فنية مثل الفجر الحزين ومرآة الزمان وفيلم الفخ، وعنه يقول المخرج خالد الصديق «فيلم الفخ لعبد الرحمن المسلم محاولة جيدة، وعلينا الاستمرار لإرساء دعائم صناعة السينما في الكويت».[بحاجة لمصدر]

## التعليم
حصل عبد الرحمن المسلم على بكالوريوس آداب عام 1974 من جامعة أريزونا، وبعد خمس سنوات حصل على الماجستير في الإخراج السينمائي من إحدى الجامعات الأميركية.